# Silometopus
Silometopus Simon, 1926 è un genere di ragni appartenente alla famiglia Linyphiidae.

## Distribuzione
Le 14 specie oggi note di questo genere sono state rinvenute nella regione paleartica.

## Tassonomia
Considerato un sinonimo anteriore di Scleroschaema Hull, 1911, da un lavoro di Denis del 1942.
A giugno 2012, si compone di 14 specie:
1. Silometopus acutus Holm, 1977 — Svezia, Polonia, Russia
2. Silometopus ambiguus (O. P.-Cambridge, 1905) — Europa
3. Silometopus bonessi Casemir, 1970 — Belgio, Svizzera, Austria, Germania, Slovacchia
4. Silometopus braunianus Thaler, 1978 — Italia
5. Silometopus crassipedis (Simon, 1881) — Russia, Kazakistan
6. Silometopus curtus (Simon, 1881)[3] — Europa
7. Silometopus elegans (O. P.-Cambridge, 1872) — Regione paleartica
8. Silometopus incurvatus (O. P.-Cambridge, 1873) — Regione paleartica
9. Silometopus nitidithorax (Simon, 1914) — Francia
10. Silometopus reussi (Thorell, 1871) — Regione paleartica
11. Silometopus rosemariae Wunderlich, 1969 — Germania, Svizzera, Austria, Italia
12. Silometopus sachalinensis (Eskov & Marusik, 1994) — Russia
13. Silometopus tenuispinus Denis, 1949 — Francia, Andorra
14. Silometopus uralensis Tanasevitch, 1985 — Russia

### Sinonimi
- Silometopus dentiger (Strand, 1903); questo esemplare è stato posto in sinonimia con S. reussi a seguito di un lavoro dell'aracnologo Aakra del 2002[1].
- Silometopus interjectus (O. P.-Cambridge, 1888); questo esemplare è stato posto in sinonimia con S. reussi a seguito di un lavoro dell'aracnologo Locket del 1962[1].
- Silometopus laesus (L. Koch, 1879); questo esemplare è stato posto in sinonimia con S. reussi a seguito di un lavoro dell'aracnologo Denis del 1949[1].
- Silometopus ophthalmicus (Strand, 1901); questo esemplare è stato posto in sinonimia con S. ambiguus a seguito di un lavoro dell'aracnologo Aakra del 2002[1].
- Silometopus reginaldi (Hull, 1911); questo esemplare è stato posto in sinonimia con S. incurvatus a seguito di un lavoro dell'aracnologo Denis del 1942[1].
- Silometopus vulneratus (L. Koch, 1879); questo esemplare è stato posto in sinonimia con S. reussi a seguito di un lavoro dell'aracnologo Holm del 1973[1].

### Specie trasferite
- Silometopus antepenultimus (O. P.-Cambridge, 1882); trasferita al genere Tapinocyboides Wiehle, 1960[1].
- Silometopus asiaticus Eskov, 1995; trasferita al genere Silometopoides Eskov, 1990[1].
- Silometopus koponeni Eskov & Marusik, 1994; trasferita al genere Silometopoides Eskov, 1990[1].
- Silometopus sibiricus Eskov, 1989; trasferita al genere Silometopoides Eskov, 1990[1].

### Nomina dubia
- Silometopus ater (Blackwall, 1841); esemplare reperito in Inghilterra, a seguito di un lavoro di Bristowe del 1941 è da ritenersi nomen dubium[1].
- Silometopus sordidatus (Thorell, 1873); esemplari originariamente ascritti al genere Erigone Audouin, 1826, a seguito di un lavoro di Bristowe del 1941 sono da ritenersi nomina dubia[1].